# Кабуд-Камар
Кабуд-Камар (перс. كبودكمر) — село в Ірані, у дегестані Дузадж, у бахші Харкан, шахрестані Зарандіє остану Марказі. За даними перепису 2006 року, його населення становило 729 осіб, що проживали у складі 171 сім'ї.

## Клімат
Середня річна температура становить 11,88 °C, середня максимальна – 31,20 °C, а середня мінімальна – -10,01 °C. Середня річна кількість опадів – 256 мм.
| Клімат поселення                              | Клімат поселення | Клімат поселення | Клімат поселення | Клімат поселення | Клімат поселення | Клімат поселення | Клімат поселення | Клімат поселення | Клімат поселення | Клімат поселення | Клімат поселення | Клімат поселення | Клімат поселення |
| Показник                                      | Січ.             | Лют.             | Бер.             | Квіт.            | Трав.            | Черв.            | Лип.             | Серп.            | Вер.             | Жовт.            | Лист.            | Груд.            |                  |
| Середній максимум, °C                         | 6,51             | 8,04             | 12,77            | 19,36            | 24,09            | 29,76            | 31,20            | 30,58            | 26,13            | 19,83            | 13,09            | 7,13             |                  |
| Середня температура, °C                       | −1,75            | −0,21            | 4,51             | 11,09            | 15,84            | 21,51            | 25,15            | 24,52            | 20,06            | 13,78            | 7,04             | 1,07             |                  |
| Середній мінімум, °C                          | −10,01           | −8,48            | −3,75            | 2,84             | 7,60             | 13,26            | 19,09            | 18,45            | 14,02            | 7,71             | 0,98             | −5               |                  |
| Норма опадів, мм                              | 33               | 34               | 48               | 38               | 30               | 4                | 2                | 1                | 0                | 12               | 21               | 33               |                  |
| Середньомісячна швидкість вітру, м/с          | 1.78             | 2.00             | 3.09             | 3.26             | 2.78             | 2.58             | 2.61             | 2.51             | 2.29             | 2.18             | 1.88             | 1.39             |                  |
| Середньомісячна сонячна радіація, кДж/м²·день | 8670             | 11586            | 14142            | 17721            | 21853            | 26212            | 25896            | 23429            | 19810            | 14352            | 10527            | 8502             |                  |
| --------------------------------------------- | ---------------- | ---------------- | ---------------- | ---------------- | ---------------- | ---------------- | ---------------- | ---------------- | ---------------- | ---------------- | ---------------- | ---------------- | ---------------- |
| Джерело:                                      |                  |                  |                  |                  |                  |                  |                  |                  |                  |                  |                  |                  |                  |